# Homaliadelphus sharpii
Homaliadelphus sharpii là một loài Rêu trong họ Neckeraceae. Loài này được (R.S. Williams) Sharp miêu tả khoa học đầu tiên năm 1944.